# Iron Sky (Paolo Nutini)
Iron Sky è un singolo del cantautore britannico Paolo Nutini, pubblicato il 14 agosto 2014 come terzo estratto dal terzo album in studio Caustic Love.

## Il brano
La canzone è stata interamente scritta e prodotta da Paolo Nutini, che ha dichiarato sul significato del testo: Penso ad esempio alle persone che in nome di Dio compiono atrocità, donne uccise per il modo in cui si vestono, uomini impiccati perché ritenuti gay, in nome della religione. La fede è importante ma amare il prossimo forse lo è di più. Il senso di Iron Sky è cercare di credere in chi ti rappresenta, nella politica. Penso infatti a come la gente non sia libera di potersi esprimere, ancora oggi. Ci vorrebbe forse una rivolta. Penso alla Gran Bretagna dove le persone votano credendo in alcuni ideali e non ottengono nulla, questa non è democrazia, è dittatura!.
Il parlato che si può sentire a metà canzone è il discorso pronunciato da Charlie Chaplin alla fine de Il grande dittatore.

## Video musicale
Il videoclip, girato dal regista Daniel Wolfe a Kiev, è un cortometraggio di 8 minuti e presenta immagini di uomini e donne in preda della disperazione, in un mondo completamente distopico dove un regime totalitario controlla la popolazione trasmettendo suoni esasperanti. I protagonisti combattono dei mal di testa cronici con una droga fittizia, chiamata Aurora, ma anche pregando o danzando freneticamente. Il focus del video non è il regime stesso, ma come le diverse persone imparano a sopravvivere in questa situazione.
Ha vinto il premio come miglior video dell'anno al festival South by Southwest 2015.

## Classifiche
| Classifica (2014-2015) | Posizione più alta |
| ---------------------- | ------------------ |
| Belgio (Vallonia)      | 7                  |
| Italia                 | 71                 |
| Paesi Bassi            | 24                 |
| Regno Unito            | 42                 |